# Сільська любов
«Сільська любов» (англ. Hayseed Romance) — американська короткометражна комедія Чарльза Лемонта 1935 року з Бастером Кітоном в головній ролі.

## Сюжет
Елмер Дулітл, найманець на фермі, постає перед труднощами: він повинен буде одружуватися з тіткою дівчини, яку він кохає. Подальші ускладнення виникають, коли сильна злива тримає сім'ю всю ніч удома і заливає їх у своїх ліжках. Приходить день весілля, і Бастер здивований та радий, коли довідується, що тітка одружує його не з собою, а з племінницею.

## У ролях
- Бастер Кітон — Елмер Дулітл
- Дороті Кент — Моллі
- Джейн Джонс — тітка Моллі
- Роберт МакКензі —власник ферми